# آدم ستانسفيلد
آدم ستانسفيلد (بالإنجليزية: Adam Stansfield)‏ (10 سبتمبر 1978 في المملكة المتحدة - 10 أغسطس 2010) هو لاعب كرة قدم بريطاني في مركز الهجوم. شارك مع منتخب إنجلترا لكرة القدم C ‏. أما مع النوادي، فقد لعب مع نادي إكزتر سيتي ونادي هيرفورد ويوفل تاون.

## وصلات خارجية
- آدم ستانسفيلد على موقع قاعدة بيانات كرة القدم.إي يو (الإنجليزية)
- آدم ستانسفيلد على موقع Soccerbase.com (لاعب) (الإنجليزية)